# Adam Geibel
Adam Geibel (* 14. August 1855 in Frankfurt am Main; † 3. August 1933 in Philadelphia) war ein deutsch-amerikanischer Komponist, Songwriter, Orchesterleiter, Organist, Musikpädagoge und Musikverleger.

## Leben

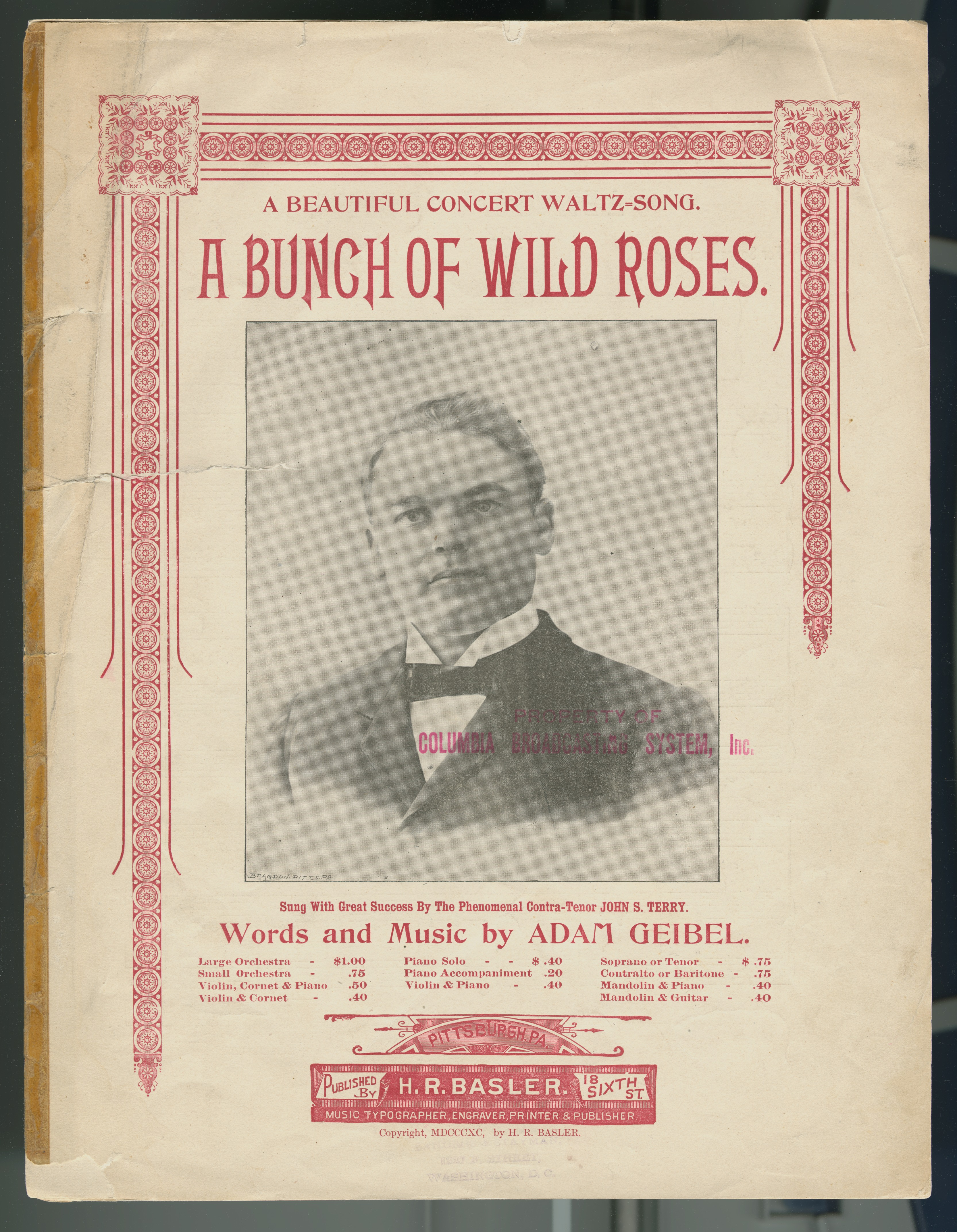
Notenblatt von Adam Geibels Lied A Bunch of Wild Roses (1890)

Adam Geibel erblindete im Alter von acht Jahren in Folge einer Infektion. Nachdem er 1862 mit seinen Eltern in die Vereinigten Staaten emigriert war, studierte er am Philadelphia Institute for the Blind, arbeitete als Organist und schrieb in den folgenden Jahren eine Reihe von Gospels, Hymnen und Kantaten. Er gründete die Adam Geibel Music Company, die später in der Hall-Mack Company bzw. Rodeheaver Hall-Mack Company aufging. Ferner leitete er den Stetson Chorus of Philadelphia; von 1884 bis 1901 war er Lehrer an der Pennsylvania Institution for the Instruction of the Blind.
Mit Richard Henry Buck schrieb er Kentucky Babe (1896), der zu einem seiner populärsten Songs wurde und u. a. von Noble Sissle (1928), Bing Crosby, The Chordettes, Maxine Sullivan, Dean Martin und Eddy Howard gecovert wurde. Mit Earl Burtnett schrieb er (unter dem gemeinsamen Pseudonym Earl Lebieg) „Sleep“.
Weitere bekannte Lieder Geibels, meist sentimentale Plantation Songs, waren „Sleep, My Little Jesus“ (1882, mit William C. Gannett), „Some Day He'll Make It Plain“, „Row Boatman Row“, „A Bunch of Wild Roses“ (1890), „Son of My Soul“, „My Maid of the Mountain“ (1893), „Apple Seeds“ (1895, Text: Richard H. Buck), „Little Cotton Dolly“ (1897), „South Carolina Tickle“ (Rag, 1898), „Moonlight on the Ocean“ (1903), „From Thy Lowest Depths Of Sea“ (1903, Text Joseph P. Link), „Timbuctoo“ (An African Idyl, 1904), „Gavotte Allemande“ (1908) und „In the Hush of the Twilight Hour“ (1918).

## Publikationen (Auswahl)
- Consecrated Hymns: For Use in Devotional Meetings, Young People's Societies, the Sunday School.